# Malas temporadas
Malas temporadas is een Spaanse film uit 2005, geregisseerd door Manuel Martín Cuenca.

## Verhaal
De film volgt de verhalen van Ana, Carlos, Mikel en Laura die allen hun eigen leven leiden in Madrid. Allemaal hebben ze hun eigen problemen  en zijn ze op zoek naar hun plek in de wereld.

## Rolverdeling
| Acteur              | Personage |
| ------------------- | --------- |
| Javier Cámara       | Mikel     |
| Nathalie Poza       | Ana       |
| Eman Xor Oña        | Carlos    |
| Leonor Watling      | Laura     |
| Pere Arquillué      | Pascual   |
| Fernando Echevarría | Fabré     |
| Gonzalo Pedrosa     | Gonzalo   |

## Ontvangst

### Prijzen en nominaties
Een selectie:
| Jaar | Prijs                           | Categorie         | Genomineerde     | Resultaat   |
| ---- | ------------------------------- | ----------------- | ---------------- | ----------- |
| 2005 | Filmfestival van San Sebastián  | Gouden Schelp     | Malas temporadas | Genomineerd |
| 2005 | Filmfestival van San Sebastián  | Premio Sebastiane | Malas temporadas | Gewonnen    |
| 2006 | Premios Goya (20ste uitreiking) | Beste actrice     | Nathalie Poza    | Genomineerd |